# 芒氏沙鰧
芒氏沙鰧（學名：Crapatalus munroi）是一種底層海水硬骨魚，屬於狹視魚科。芒氏沙鰧分布在澳洲南部，從維多利亞州的吉普斯蘭湖區到南澳的大澳洲灣，再向南到塔斯馬尼亞的恩特卡斯特海峽。芒氏沙鰧棲息在淺水區的淺色沙地上，並將自己埋在底層。芒氏沙鰧的學名是為了紀念發現該物種的澳洲魚類學家伊恩·斯塔福德·羅斯·芒羅。